# Carl Spitzweg
Carl Spitzweg est un peintre et pharmacien allemand né le 5 février 1808 à Munich,, (Bavière) et mort le 23 septembre 1885 à Munich.
Il est considéré comme l'un des représentants majeurs de la peinture romantique de la période Biedermeier.

## Biographie
La mère de Carl Spitzweg, Franziska Spitzweg (née Schmutzer), est la fille d'un riche commerçant de fruits de la région de Munich. Son père, Simon Spitzweg, marchand d'épices en gros, est originaire du village d'Unterpfaffenhoffen, près de la ville de Fürstenfeldbruck, en Haute-Bavière. Carl Spitzweg a deux frères : l'aîné Simon, qui reprendra l'entreprise paternelle, le benjamin Édouard, futur médecin. Carl est destiné à devenir pharmacien.
Il perd sa mère en 1819. Son père se remarie la même année avec la sœur de son épouse défunte, Maria Kreszenz. Carl Spitzweg termine ses études secondaires en 1825, après avoir reçu de nombreux prix.
Il suit des études de pharmacie, de botanique et de chimie à l'université de Munich et s'installe comme pharmacien en 1832. Peignant tout d'abord par passion pendant son temps libre, il décide d'en faire son activité principale à partir de 1833. Ses tableaux s'inspirent de la vie de la petite bourgeoisie, mais il peint également des paysages. Il se lie d'amitié en 1847 au peintre Moritz von Schwind qu'il admire, puis à Carl Happel avec qui il voyage en France.
Il collabore entre 1843 à 1853 au journal Fliegende Blätter en tant qu'humoriste et caricaturiste.
Carl Spitzweg parle plusieurs langues et voyage beaucoup, le plus souvent à pied. Il visite Paris, Londres, Prague, l'Italie et la Belgique. En 1865, pour raison de santé, il cesse ses voyages et reste à Munich. Il meurt le 23 septembre 1885 des suites d'une attaque cérébrale, il est inhumé dans l'ancien cimetière du Sud de Munich.

## Œuvres
Carl Spitzweg a peint ou dessiné plus de 1 500 tableaux[réf. nécessaire].
- Le Géologue, quatre versions répertoriées :
  - 1854, huile sur toile, 50 × 41,5 cm, Pforzheim, Galerie de Pforzheim (de)[5] ;
  - sans date, huile sur toile, 48 × 27 cm, Schweinfurt, musée Georg-Schäfer (de) ;
  - sans date, huile sur toile, 44 × 34,5 cm, Wuppertal, musée Von der Heydt ;
  - sans date, huile sur toile, 34,5 × 29 cm, version inachevée, localisation inconnue[6].
- L'Anglais dans sa campagne, vers 1835, huile sur papier contrecollée sur carton, 40 × 50 cm, Berlin, Gemäldegalerie[7].
- Le Pauvre Poète, trois versions répertoriées :
  - Munich, Neue Pinakothek, peinture à l'huile, 36 × 45 cm, don du neveu de l'artiste en 1887[8] ;
  - Berlin, Gemäldegalerie, 1839, huile sur toile, 36 × 45 cm, volé en 1989[9]
  - Suisse, collection particulière, 1839, huile sur toile, 38 × 45 cm.
- Cerfs-volants, vers 1880-1885, Berlin, Alte Nationalgalerie.
- Gnome regardant le train, 1848, localisation inconnue[10].
- La Lettre d'amour interceptée, 1860, Schweinfurt, musée Georg-Schäfer (de).
- Deux Ermites, localisation inconnue[réf. nécessaire].
- La Sérénade, localisation inconnue[11],[12].
- La Lecture du bréviaire, le soir, 1845, huile sur bois, 29,5 × 23 cm, Paris, musée du Louvre[13].
- Die Dachstube (Ein Hypochonder), ou Im Dachstübchen (Le Grenier (un hypocondriaque), ou Dans le grenier), vers 1849, Munich, Wittelsbacher Ausgleichsfonds (de).
- Verdächtiger Rauch (Fumée suspecte ), vers 1860, huile sur toile, 31,5 × 53,5 cm, Augsbourg, collection particulière.

Œuvres de Carl Spitzweg
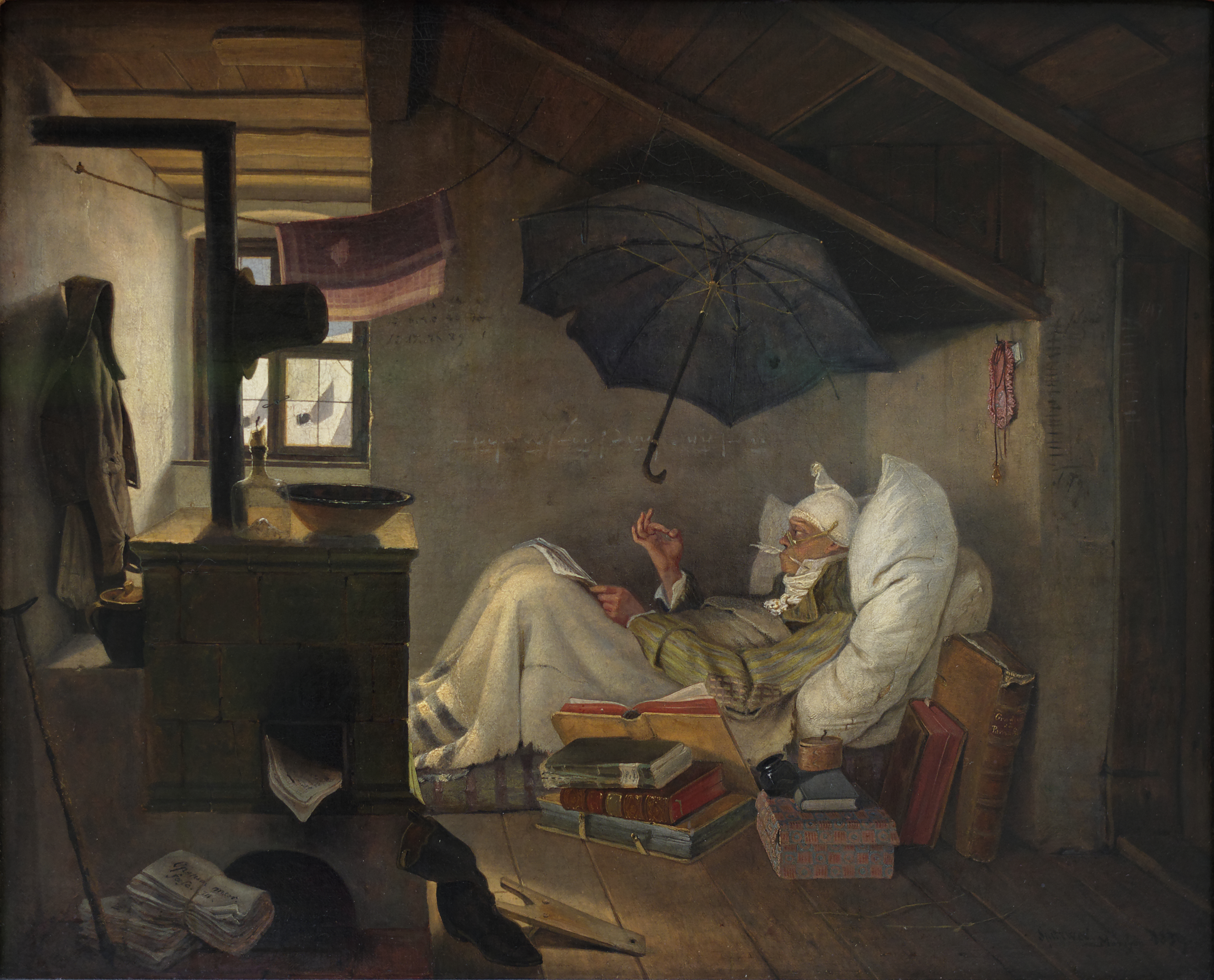
Le Pauvre Poète (1839), Munich, Schackgalerie.
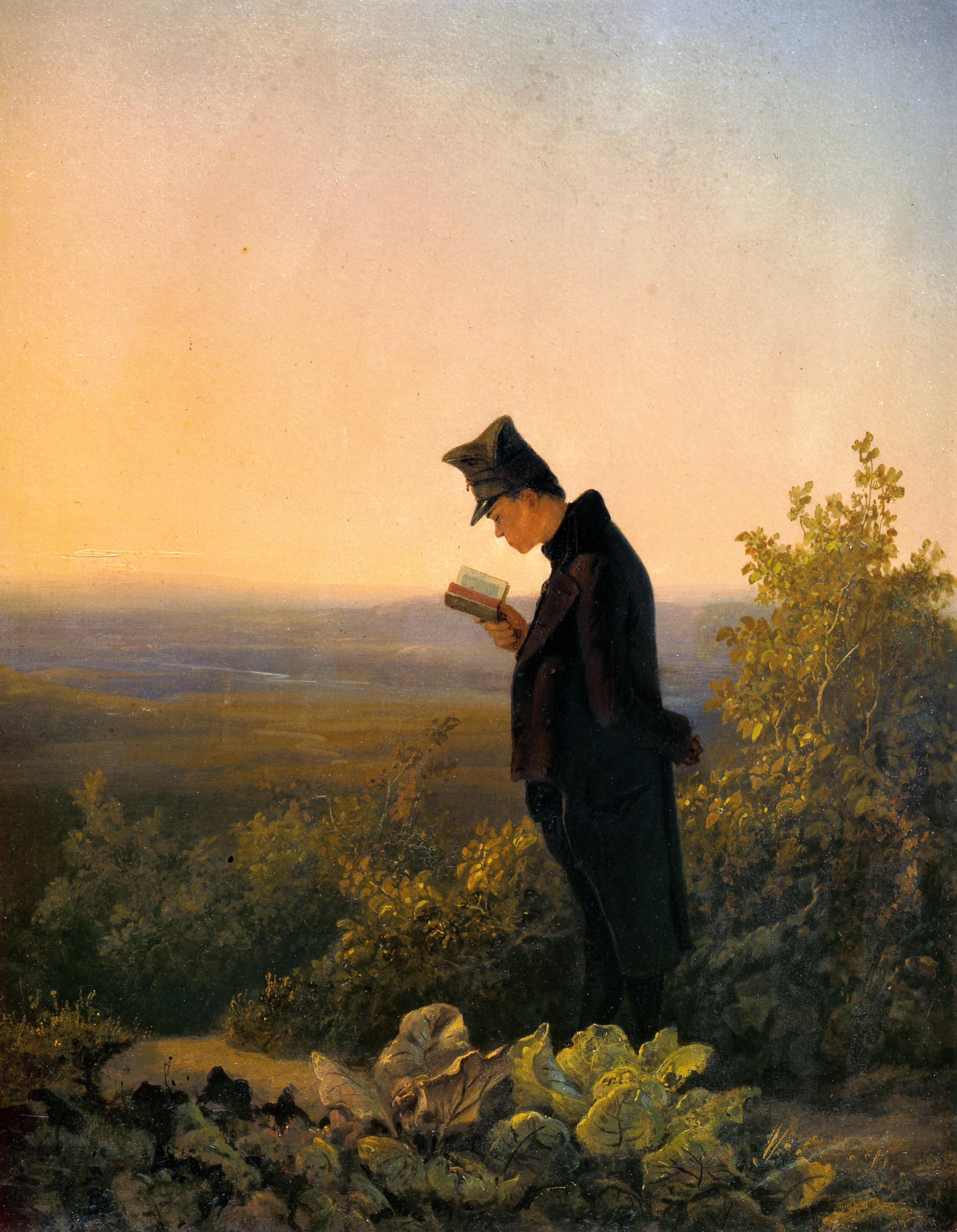
La Lecture du bréviaire, le soir (1845), Paris, musée du Louvre.
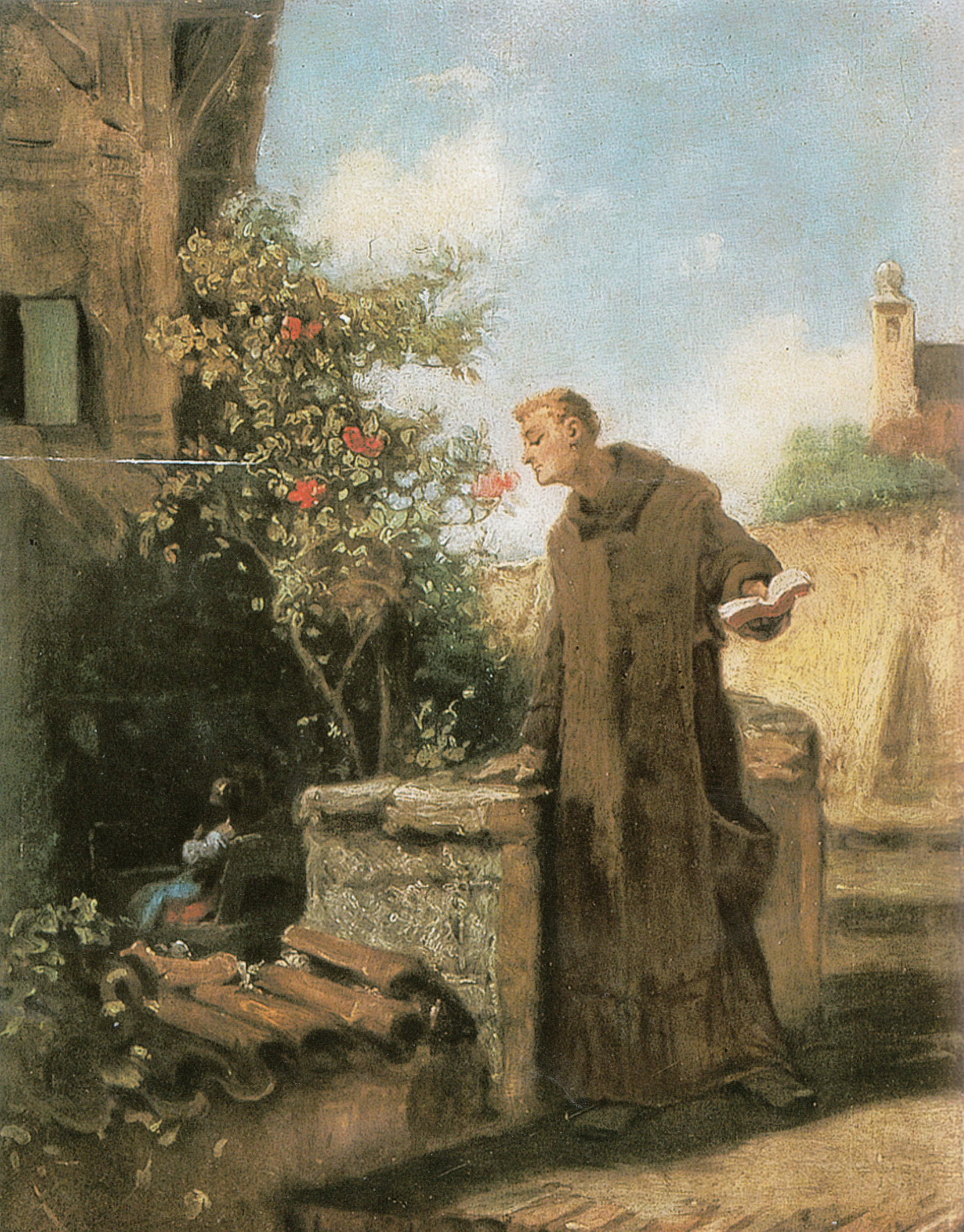
Moine respirant une rose (vers 1850), musée des Beaux-Arts de Leipzig.
Le Rat de bibliothèque (vers 1850), Schweinfurt, musée Georg-Schäfer (de).
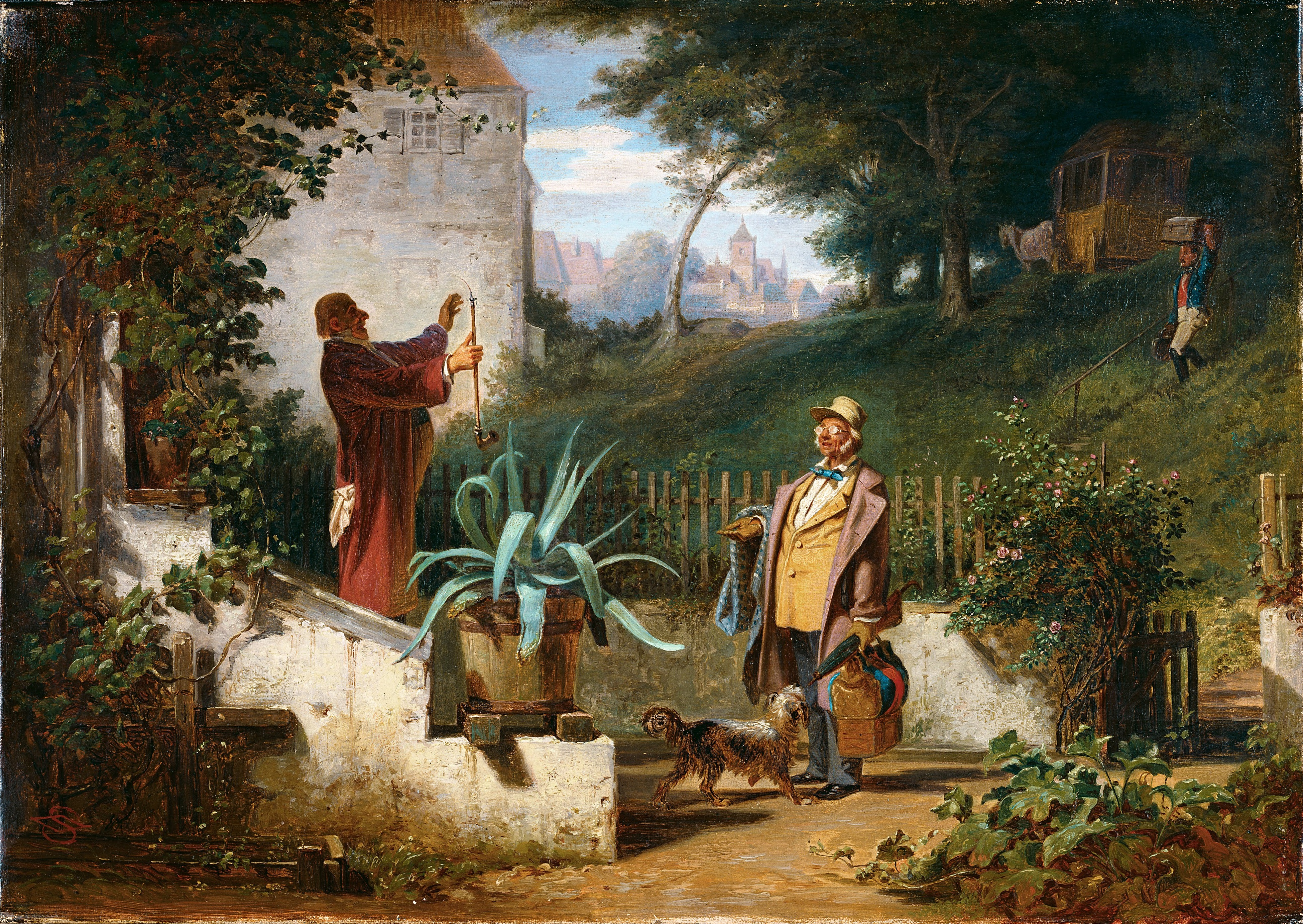
Les Amis d'enfance (vers 1855), Munich, Lenbachhaus.